# Cerco de Brundísio
O Cerco de Brundísio foi um rápido cerco realizado em 49 a.C. pelas forças de Júlio César contra a cidade de Brundísio, ocupada pelas forças de Pompeu, logo no começo da Segunda Guerra Civil da República Romana.

## Contexto
Depois de cruzar o Rubicão, Júlio César avançou rapidamente pela península Itálica à frente de apenas três legiões e sem enfrentar resistência, já que a maior parte de seus rivais seguiram o plano de Pompeu de evacuarem a península para se reagruparem em Epiro, do outro lado do Adriático. Utilizando sua já conhecida "guerra relâmpago" e demonstrando uma clemência que jamais dispensou aos inimigos gauleses durante as Guerras Gálicas, César conseguiu a rendição de quase todas as cidades por onde passou sem entrar em combate. A única exceção foi uma breve resistência de Lúcio Domício Enobarbo durante o cerco de Corfínio ainda em fevereiro de 49 a.C.
Os pompeianos e seus exércitos rapidamente se reuniram em Brundísio, o principal porto romano na Apúlia, de onde Pompeu pretendia cruzar para o Epiro. Em 25 de fevereiro, Pompeu chegou à cidade e começou a organizar a gradativa travessia de suas forças, já que não havia navios suficientes para formar um único comboio. Em 4 de março, os cônsules Caio Cláudio Marcelo e Lúcio Cornélio Lêntulo Crus zarparam com o grosso das forças pompeianas, apenas cinco dias antes da chegada de Júlio César.

## Cerco
César não tinha uma frota, mas imediatamente ordenou a construção de duas torres nas duas margens do porto de Brundísio com o objetivo de ligá-las com uma corrente de balsas de troncos, cada uma com 9 metros de largura. Uma em quatro tinha uma torre de dois andares com uma catapulta pronta para atacar navios que se aproximassem. Para enfrentar o plano de César, Pompeu armou vários navios mercantes com torres de três andares repletas de lançadores de projéteis. Em 17 de março, depois de vários dias de combate entre as artilharias, César só havia conseguido fechar metade do canal quando a frota de Pompeu retornou, entrando no porto em fila indiana. Ao anoitecer, os legionários que ainda restavam embarcaram e os auxiliares abandonaram suas posições na muralha e correram para o porto. Os homens de César se imediatamente iniciaram o assalto à cidade, mas as armadilhas deixadas por Pompeu os atrasaram; somente dois cargueiros foram capturados depois de se chocarem com o quebra-mar.

## Eventos posteriores
César passou a comandar a Itália, mas seus inimigos conseguiram fugir com suas forças intactas. Naquele momento, César precisava proteger sua retaguarda de um ataque aproveitando o tempo que levaria para Pompeu reunir os exércitos do oriente. Depois de consolidar sua posição em Roma, onde discursou perante o Senado, César marchou para o norte para enfrentar os generais de Pompeu na Península Ibérica, Lúcio Afrânio, Marco Petreio e Marco Terêncio Varrão.